# Wiera Gran

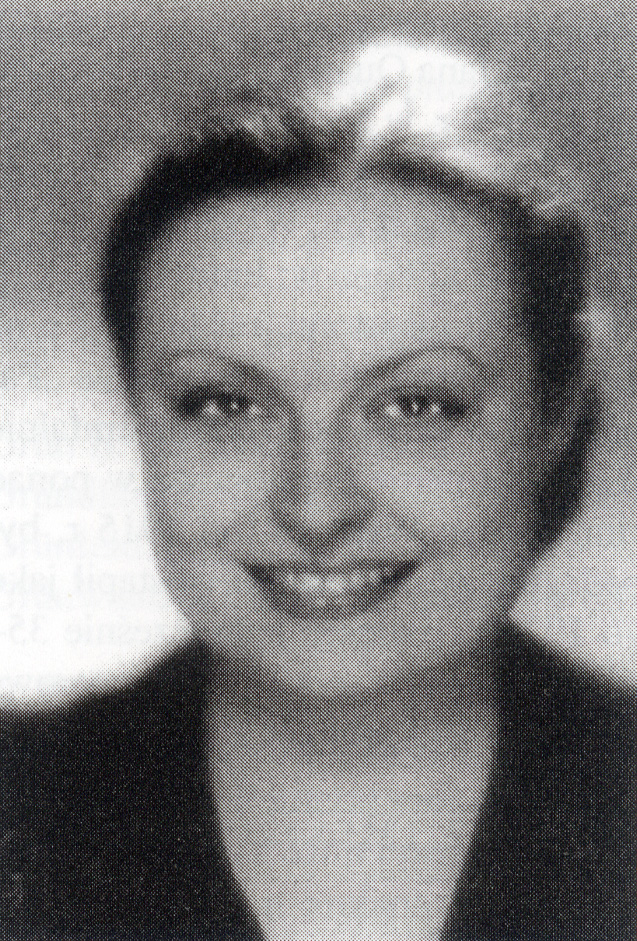
Wiera Gran (1946)

Wiera Vera Gran (* 20. April 1916 im Russischen Kaiserreich; † 19. November 2007 in Paris) war eine polnische Sängerin und Schauspielerin. Geboren als Weronika Grynberg, wurde sie auch als Vera Gran und Mariol bekannt.

## Leben
In den frühen 1930er Jahren sang Gran im Café Paradiso in Warschau auf Jiddisch. Ihre erste Schallplattenaufnahme machte sie 1934 unter dem Pseudonym Sylvia Green mit dem Lied „Grzech“ (Sünde) des  Komponisten Adolf Kurc. Während die meisten ihrer Vorkriegsaufnahmen in polnischer Sprache interpretiert werden, sang sie 1939 auf Jiddisch in dem Film On a hajm (Ohne Heim) mit Israel Schumacher.
Ab 1937 war sie mit Kazimierz Jezierski, einem Arzt und ab 1945 Offizier des polnischen Staatssicherheitsdienstes MBP verheiratet.
Gran war während der deutschen Besetzung im Warschauer Ghetto interniert und trat in dieser Zeit im Café „Sztuka“ auf. Ihre Auftritte wurden enthusiastisch aufgenommen und erreichten ein großes Publikum. Am 2. August 1942 entkam sie aus dem Ghetto und überlebte als einzige ihrer Familie den Holocaust.
Nach Beendigung des Krieges sang sie im polnischen Radio und trat mit Künstlern wie Stefan Rachoń und Mieczysław Fogg in Konzerten und Kabaretts auf. Im November 1950 emigrierte sie nach Israel, legte die polnische Staatsbürgerschaft nieder, erhielt allerdings nicht die israelische. Im Februar 1952 zog sie nach Frankreich. Sie trat in Maurice Chevaliers Alhambra und in einem Benefizkonzert mit Charles Aznavour auf. Mitte der 1950er Jahre hatte sie sich ein umfassendes französisches Repertoire erarbeitet, mit dem sie bis in die 1970er Jahre weltweit auftrat. 1969 hatte sie einen Auftritt in der Carnegie Hall in New York City, 1970 im renommierten Salle Pleyel in Paris. Eine Tournee, die 1971 in Israel geplant war, musste nach Protesten, die nach ihrer Ankunft laut wurden, abgesagt werden.
Gran verbrachte ihre letzten Lebensjahre zurückgezogen und verbittert über nicht endende, wiewohl nie belegte und rein auf Gerüchten basierende Vorwürfe der Kollaboration mit der Gestapo während der Okkupationszeit im Warschauer Ghetto. Sie starb im Alter von 91 Jahren in Paris. Ihre letzte Ruhestätte befindet sich im jüdischen Teil des Cimetière parisien de Pantin in Pantin, nordöstlich von Paris.
Einige ihrer bekanntesten Lieder sind „List“, „Wir tańca nas porwał“, „Gdy odejdziesz“, „Trzy listy“, „Fernando“, „Cicha jest noc“, „Varsovie de mon enfance“, „Ma Patrie“ und „Mazowiecki wiatr“.

## Vorwürfe der Kollaboration mit den Nazis
Nach dem Krieg wurde Wiera Gran von Marek Edelman, Jonas Turkow, Adolf Berman und anderen der Zusammenarbeit mit den Nazis im Warschauer Ghetto und später außerhalb des Ghettos auf der „arischen Seite“ Warschaus im Hotel-Polski-Fall beschuldigt. Marek Edelman (2. Kommandant des Aufstands im Warschauer Ghetto) erklärte am 5. Mai 1945 in seiner Zeugenaussage, dass er über die Kollaboration Wiera Grans mit der Gestapo informiert worden sei. Er wisse auch, dass die Polnische Heimatarmee bereits ein Todesurteil über sie ausgesprochen habe, Gran aber nicht zu finden gewesen und es daher nicht zur Vollstreckung gekommen sei. Diese Informationen wurden 1983 von Irena Sendler in einer Erklärung gegenüber dem Jüdischen Historischen Institut in Warschau bekräftigt. 1947 wurde Wiera Gran in Polen wegen der Kollaboration mit den deutschen Besatzern während des Zweiten Weltkriegs angeklagt. Der Fall wurde vor dem Gericht des Zentralkomitees der Polnischen Juden (Sąd Obywatelski przy Centralnym Komitecie Żydów Polskich) verhandelt, und Gran wurde freigesprochen.
Obwohl mehrere polnische Gerichte Gran von den Vorwürfen entlasteten, konnte sie dieses Stigma nie wieder loswerden. Nach der Ausreise nach Israel 1950 wurde sie von Pessach Bursztajn, Jonas Turkow und Adolf Berman erneut der Kollaboration mit der Gestapo in Warschau beschuldigt. 1971 gab eine unbekannte Person in Tel Aviv eine eidesstattliche Versicherung über die Kollaboration Grans mit den Nazis in Warschau ab. Dieses Dokument befindet sich im Archiv des United States Holocaust Memorial Museums.
Im Jahr 2010 widerrief Marek Edelman seinen unmittelbar nach dem Krieg geäußerten Vorwurf und entlastete Gran. Der polnische Journalist Janusz R. Kowalczyk hält Missgunst für die Quelle der unbewiesenen Kollaborationsvorwürfe. Die Künstlerin Diana Blumenfeld, die sich ebenfalls im Warschauer Ghetto befand, habe Grund gehabt, sich übergangen zu fühlen. Zwischen 1939 und 1942 sang Gran (zur Klavierbegleitung von Władysław Szpilman) in einem prominenten Café, das nur von privilegierten Kreisen des Ghettos besucht wurde, während der Sängerin Blumenfeld solche Möglichkeiten nicht zur Verfügung standen. Blumenfeld war die Ehefrau von Jonas Turkow, der zu denjenigen gehörte, die Gran mehrfach öffentlich beschuldigten.
Die Darstellung in einer Biografie über Wiera Gran, dass Szpilman im Jahr 1942 an einer gewalttätigen Aktion der jüdischen Polizei im Ghetto beteiligt gewesen sei, wurde 2013 auf Antrag von Szpilmans Sohn Andrzej Szpilman durch eine Einstweilige Verfügung des Oberlandesgerichtes Hamburg untersagt. In Polen gab das Berufungsgericht in Warschau einer entsprechenden Verleumdungsklage am 29. Juni 2016 abschließend statt. Autorin und Verlag der Biografie Wiera Grans mussten sich öffentlich entschuldigen und die betreffenden Passagen aus künftigen Auflagen streichen.

## Diskografie

### 1938
- Tango Notturno (tango z filmu Tango Notturno); (Hans-Otto Borgmann – Seweryn Mendelson), Odeon.
- Tango Portugalskie (Jerzy Gert, Ryszard Frank – Zenon Friedwald)
- Wir tańca nas porwał (Friedrich Schröder – Seweryn Mendelson); Odeon.

### 1939
- Lambeth walk (Noel Gay, Douglas Furber – Andrzej Włast); Odeon 271550a
- Mexicana Odeon 271550b

### 1942
- Jej pierwszy bal (Szpilman, Szlengel)

## Autobiografie
- Sztafeta oszczerców: autobiografia śpiewaczki. W. Gran, Paris 1980